# Quadruple Level Cells

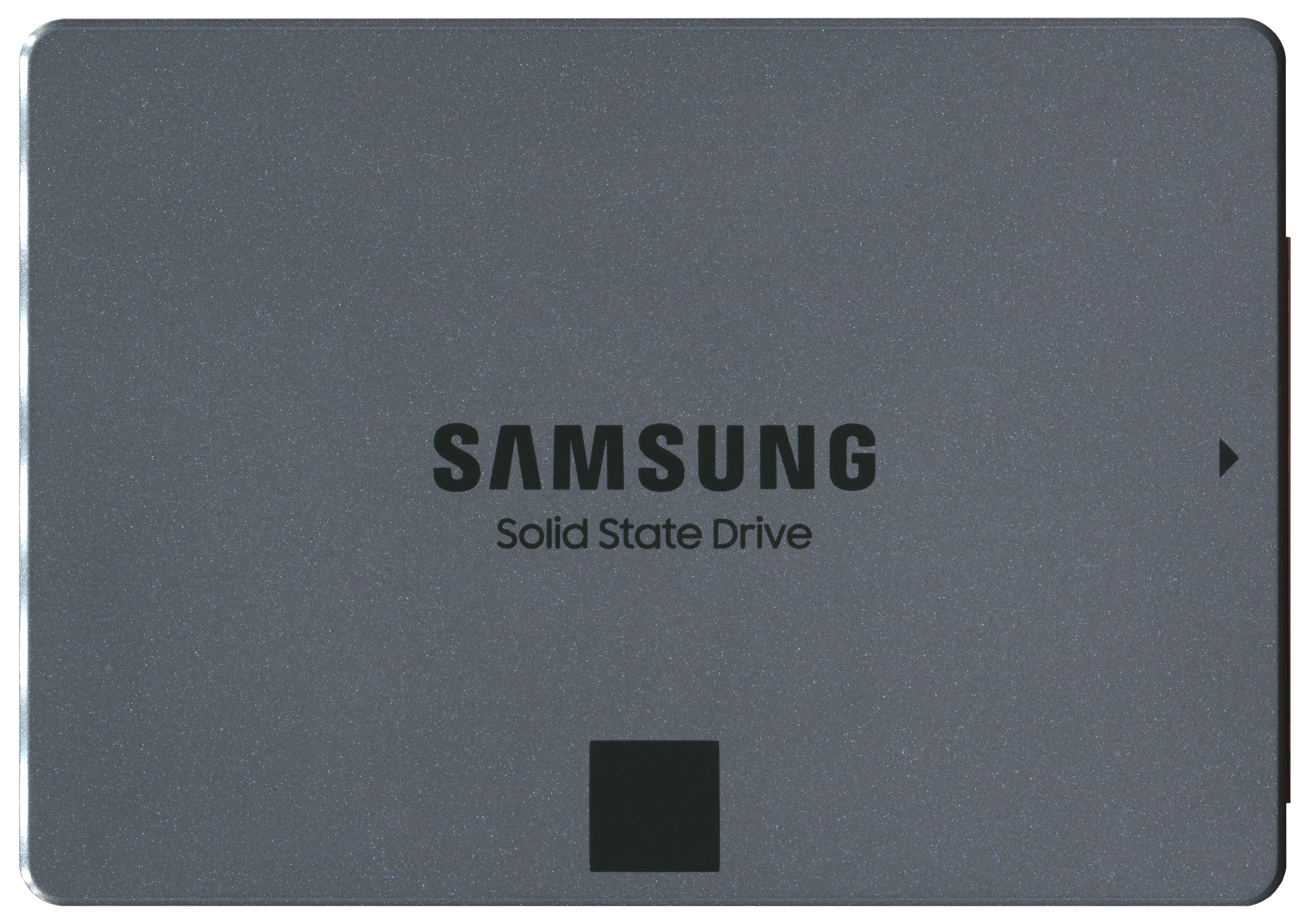
Eine SSD auf QLC-Basis: Samsung QVO 870 (8 TB)

Quadruple Level Cells (QLC), in der Regel Quad-Level Cell genannt, sind Flash-Speicher-Chips mit 16 Zuständen pro Zelle, also 4 Bit pro Speicherzelle.
Die QLC-NAND-Flash-Chips können durch ihre 16 Zustände auf einem Die bis zu 768 Gigabit speichern. In einem einzelnen Chipgehäuse sind 96 Lagen geplant, wodurch dieses 9 Terabyte fassen würde. Dadurch sollen SSDs mit weit über 100 TByte möglich werden. Laut Ankündigungen von Toshiba sollen die Zellen bis zu 1000 Schreibzyklen überstehen, was in etwa dem Niveau aktueller TLC-Speicherzellen entspricht. Zudem sollen die so gefertigten SSDs mit Hilfe weiterer Techniken eine äußerst niedrige Stromaufnahme im Idle-Betrieb aufweisen, was wichtig für WORM-Anwendungen (write once, read many) ist.
Die Zellen waren seit 2008 von SanDisk und Toshiba in Entwicklung. Seit 2018 sind auch Modelle für den privaten Endkunden auf dem Markt. Mittlerweile (2021) befinden sich auch Speicherzellen mit noch größerer Informationsdichte (Penta-Level Cells – PLC) in Entwicklung.